# Student (dialog)
Student. Rozprawa krótka a prosta o niektórych ceremoniach a ustawach kościelnych – religijny dialog wydany w Królewcu około 1549, przypisywany Janowi Seklucjanowi.
Dialog napisany został z pozycji protestanckich. Tytułowy Student wraca z Wittenbergi. Rodzice, zaniepokojeni innowierczymi sympatiami syna, szukają pomocy u miejscowego plebana. Pleban wdaje się w polemikę ze Studentem na temat kultu zmarłych, prawa do ekskomuniki, ofiar na rzecz Kościoła, z której Student wychodzi jednak zwycięsko. Katolicką replikę na Studenta stanowi dialog Rozmowa nowa niektórego Pielgrzyma z Gospodarzem o niektórych cerymoniach kościelnych.